# Cmentarz mariawicki w Radzyminku
Cmentarz mariawicki w Radzyminku – założony na początku XX wieku, cmentarz mariawicki położony we wsi Radzyminek. Na cmentarzu spoczywają wyznawcy Kościoła Starokatolickiego Mariawitów i Kościoła Katolickiego Mariawitów.
W 1906 w kościele rzymskokatolickim Świętych Apostołów Piotra i Pawła w Radzyminie nastąpił rozłam, w wyniku którego część wiernych przyłączyła się do nowo powstałego Kościoła Mariawitów. W 1907 mariawici postawili w Radzyminku niewielki kościół parafialny. W późniejszym czasie wyznawcy utworzyli cmentarz. Od czasu rozłamu w mariawityzmie (1935) cmentarz jest użytkowany przez obydwie denominacje mariawickie. Na cmentarzu spoczywa kilkoro duchownych mariawickich; wśród nich ks. Władysław Maria Wiktor Rżysko (zm. 1953, długoletni proboszcz parafii w Radzyminku) i siostra kapłanka Janina Maria Natanaela Macielewska (1909–1997, ostatnia proboszcz parafii w Michałowie).